# Gaius Candidinius Sanctus

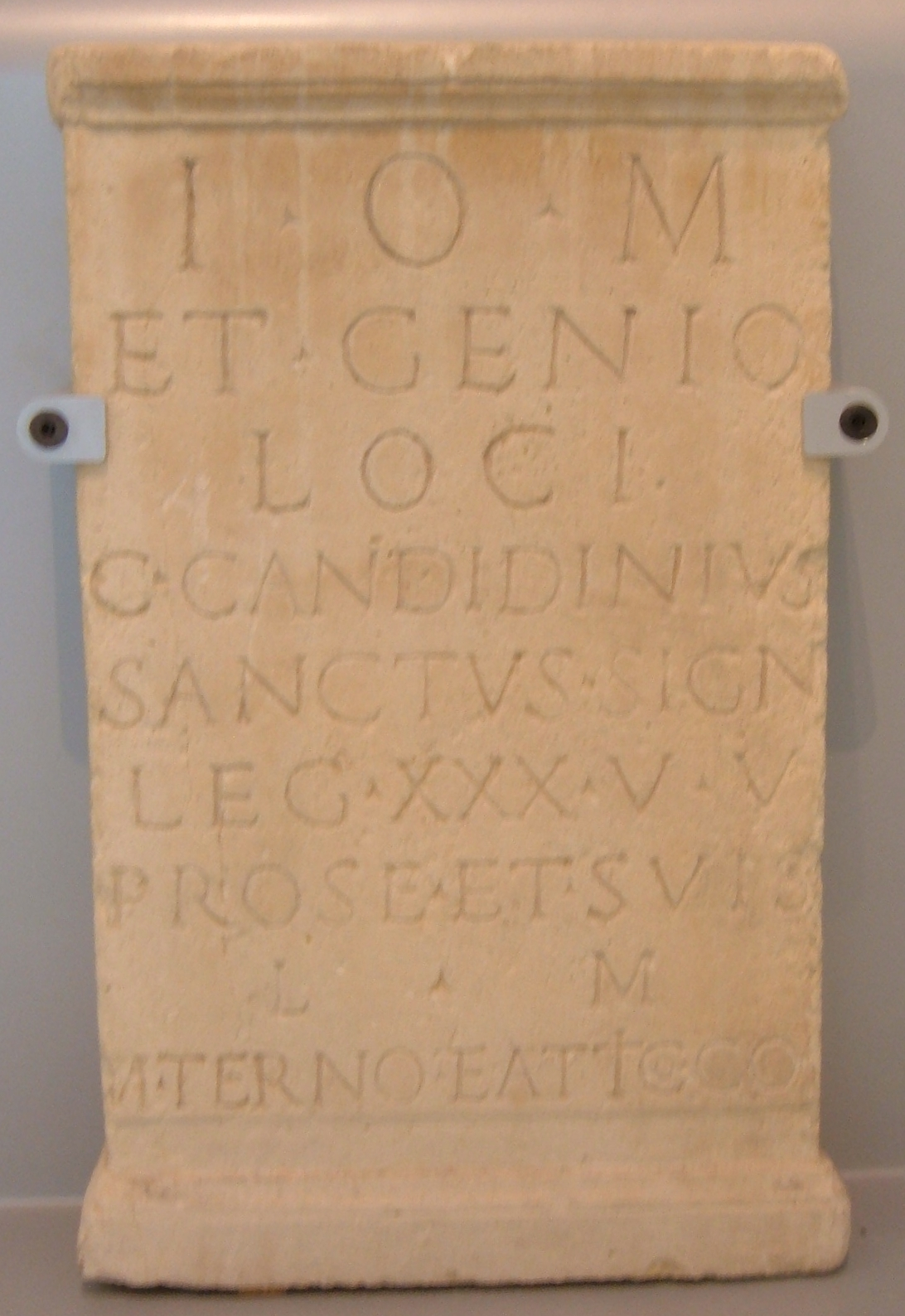
Die Inschrift

Gaius Candidinius Sanctus war ein im 2. Jahrhundert n. Chr. lebender Angehöriger der römischen Armee.
Durch eine Inschrift, die in Ulpia Noviomagus Batavorum gefunden wurde, ist belegt, dass Sanctus Signifer der Legio XXX Ulpia Victrix war. Er weihte den Altar dem Iupiter Optimus Maximus und dem Schutzgeist des Ortes (genio loci).
Der Altar wurde von Sanctus möglicherweise in sekundärer Verwendung genutzt, da sich unter der Konsulatsangabe eine Eradierung befindet und da der Stein an weiteren Stellen Hinweise auf Umarbeitungen aufweist.
Die Inschrift ist durch die Angabe der beiden Konsuln, Maternus und Atticus, auf 185 datiert.